# NGC 5404
NGC 5404 est une étoile située dans la constellation de la Vierge. L'astronome irlandais Phillip Sidney Coolidge (de) a enregistré la position de cette étoile le 29 janvier 1859.
Le professeur Seligman mentionne que NGC 5404 est l'étoile située au nord d'une paire d'étoiles et non la paire d'étoiles. La position indiquée par John Dreyer dans le New General Catalogue est directement au centre de cette paire d'étoiles. Certaines sources pensent donc que Coolidge a vu une nébulosité au lieu d'une paire d'étoiles. Mais, le travail de Coolidge consistait à mesurer les positions des étoiles pour le Harvard Zone Catalog et son erreur moyenne de position n'était que de 2 à 3 secondes d'arc. Donc, selon le professeur Seligman, même par une nuit présentant des conditions très mauvaises d'observation, seule l'étoile boréale correspond à NGC 5404. Notons que Coolidge a la réputation plutôt douteuse d'avoir toutes ses découvertes NGC être des étoiles, probablement parce que c'était son travail à l'université Harvard de mesurer la position des étoiles.
L'étoile boréale est MGC 54689 aux coordonnées 14h 01m 07,537s et 00° 05′ 18,709″. Selon les mesures effectuées par le satellite Gais, sa vitesse radiale est de 4,54 ± 0,86 km/s et sa distance se situe entre 684 ± 29 pc (∼2 230 al) et 705 ± 12 pc (∼2 300 al).
L'étoile australe est MGC 54769 aux coordonnées 14h 01m 07,442s et 00° 04′ 55,956″. Selon les mesures effectuées par le satellite Gais, sa distance se situe entre 824 ± 15 pc (∼2 690 al) et 858 ± 30 pc (∼2 800 al).    